# Ptox gaius
Ptox gaius är en fjärilsart som beskrevs av Hans Fruhstorfer 1910. Ptox gaius ingår i släktet Ptox och familjen juvelvingar. Inga underarter finns listade.